# L・P・ジャックス
ロレンス・ピアセル・ジャックス（Lawrence Pearsall Jacks、L. P. Jacks、1860年10月9日 - 1955年2月17日）は、主として戦間期に活躍したイギリスの教育者、哲学者であり、ユニテリアン主義の司祭。

## 出生から青年期まで
ジャックスは、ジェイブズ・ジャックスとアン・スティア夫婦の間に1860年10月9日、ノッティンガムにおいて生まれた。1874年に父親が死亡したとき、ノッティンガム・ユニバーシティ・スクールのジョージ・ハーバートは、当時14歳のジャックスに無償で教育を受けさせることにした。ほぼ同時期、ジャックスの家族はユニテリアン主義者であるサム・コリンソンを下宿させているが、彼はジャックスと議論したり、マシュー・アーノルドの『文学とドグマ』といった本を貸したりした。17歳で学校を卒業した後の5年間、ロンドン大学で外部学生として学位取得を目指す傍ら、ブライベートスクールで教壇に立った。
1882年、ジャックスは聖職者としての教育を受けるため、ロンドンのマンチェスター・ニュー・カレッジに入学し、ジェームス・エストリン・カーペンターとジェームス・マルティノー（en:James Martineau）に感化されて在学中にユニテリアン主義者になった。卒業後の10年間、ハーバード大学の奨学生となり、哲学者ジョシア・ロイス（en:Josiah Royce）や文学者チャールズ・エリオット・ノートン（en:Charles Eliot Norton）と研鑽を積んだ。米国から帰国後の1887年、ロンドンのストップフォード・ブルック（Stopford Brooke）の教会での司祭助手という権威ある地位への予期しなかった誘いを受けた（カーペンターの推薦によるもの）。後年、ジャックスは、「アポロンの半身になれという誘いを受け取ったのだから、驚いたなんてものではなかった」と書いている。司祭助手を1年勤めた後、1888年にリバプールのレンショー通り教会のユニテリアン主義の司祭に就任した。
1889年、ジャックスは、アメリカからの帰国船の中で恋仲になったオリバー・ブルック（ストップフォード・ブルックの四女）と結婚した。彼女との間に6人の子供を儲けた。この間、ジャックスの交際の輪には、ジョージ・バーナード・ショー、シドニー・ウェッブ、ベアトリス・ウェッブ（en:Beatrice Webb）、オスカー・ワイルドが入ってきた。
1894年、イングランドのバーミンガム・救世主教会（en:Church of the Messiah, Birmingham）の司祭に任命され、そこで自身の民主的な政治観・宗教観を発展させ、「ありふれた人が世界の救済者なのだ」という考えを持つにいたり、教派や信条にかかわらず誰でもアクセスできる自然な宗教についてのアイディアを発展させた。

## オックスフォード時代
1903年、ジャックスはマンチェスター・カレッジの教授職に就任し、哲学と神学を講じた。アンリ・ベルグソンやバールーフ・デ・スピノザの作品を紹介し、1910年には『思考の錬金術（The Alchemy of Thought）』を出版した。1915年から1931年までカレッジの学長を勤め、神学の課程において「風通しを悪くする」と見たものを除こうとする努力をする中で、神学の課程を非信徒の学生に開放し、アジアの宗教思想の研究を導入しようとした。
ジャックスは、「ヒバート・ジャーナル（en:Hibbert Journal）」の編集人を1902年の創刊から1948年まで勤めている。彼の編集の下、同誌は哲学と宗教の論説の英国における主要な発表の場となり、アルフレド・ロワジー（en:Alfred Loisy）の業績を英国の読書人に紹介した。第一次世界大戦が勃発したとき、ジャックスは、ドイツの軍国主義を倒す必要があるとし、また、「われわれの種の自由」を守るためとして戦争遂行を支持する論説を書き、知識人として悪評を受けることになった。1915年9月、「ニュー・リパブリック（en:The New Republic）」誌に『戦時であることの平和さ（"The Peacefulness of Being at War"）』を発表し、大戦が「この数十年持ち得なかった心の平静を英国にもたらした」と論じ、戦争によってもたらされた共通の目的という感覚が社会の分断を克服し、英国人の生活を改善したと主張した。
戦後、ジャックスは多くの作品を発表し、英米両国で講演者として人気を博した。彼はしばしば軍国主義や「機械的」考え方というテーマに立ち戻ったが、これらは彼が現代生活における最大の脅威の一つと見ていたものである。『機械主義への反逆（Revolt Against Mechanism）』（1933年）においては、「機械的気質には、コントロール――自分以外の全てを――しようとする情熱がある。コントロールすることで自然の力に打ち勝ってきたし、問題点を指摘して解決しようとする社会的な力へのコントロールを、対応する社会的な機械をもって勝ち取らんとしている」と述べている。また、彼は、『全人教育（Education for the Whole Man）』（1931年）や1938年に放送された英国放送協会のラジオ講座において、教養教育とともに機械的世界からの救済への希望としての世界観を提唱した。論文『非軍事化した国際連盟』（「ヒバート・ジャーナル」1936年8月）では、国際連盟は一切の軍事力を控えるべきだと論じている。
ジャックスは、ユニテリアン主義を伝導し続けたが、その一方で制度化された宗教や宗派のあらゆる形に対して批判的になり、ユニテリアン・自由キリスト教会会議（en:General Assembly of Unitarian and Free Christian Churches）が1928年に発行したユニテリアン主義司祭名簿に掲載されることを拒否した。1933年、ジャックスはリヴァプール大聖堂での講説を引き受けたが、英国国教会の聖職者会議はユニテリアン主義者に講説されたことで大聖堂を非難した。このことは、マスメディアでも論争を巻き起こした。
50年以上にわたって、ジャックスは哲学的・洞察的な論文、伝記、新聞・雑誌記事、道徳的読み物を含む数多くの著作を発表し続けたが、1955年2月17日、オックスフォードで亡くなった。94歳であった。

## 作品

### 単行本
- The Alchemy of Thought (1910年)
- Mad Shepherds and Other Human Studies (1910年)
- Among the Idolmakers (1911年)
- All Men Are Ghosts (1913年)
- From the Human End (1916年)
- Life and Letters of Stopford Brooke (1917年)
- The Legends of Smokeover (1921年)
- Realities and Shams (1924年)
- The Faith of a Worker (1925年)
- The Magic Formula and Other Stories (1927年)
- Constructive Citizenship (1927年)
- My Neighbour the Universe: A Study of Human Labour (1929年)
- The Inner Sentinel: A Study of Ourselves (1930年)
- Education for the Whole Man (1931年)
- Revolt Against Mechanism (1933年)
- Co-operation or Coercion? (1938年)
- The Last Legend of Smokeover (1939年)
- Near the Brink: Observations of a Nonagenarian (1952年)

### 論文
- "The Universe as Philosopher," 「The Hibbert Journal」第6巻、1907年10月号/1908年7月号所収
- "The Alchemy of Thought," 「The Hibbert Journal」第6巻、1907年10月号/1908年7月号所収
- "A Psychologist Among the Saints," 「The Hibbert Journal」第10巻、1911年10月号/1912年7月号所収
- "Democracy and Discipline,"「The Hibbert Journal」第11巻、1912年10月号/1913年7月号所収
- "Does Consciousness 'Evolve'?," 「The Hibbert Journal」第11巻、1912年10月号/1913年7月号所収
- "Mechanism, Diabolism and the War," 「The Hibbert Journal」第13巻、1914年10月号/1914年7月号所収
- "The Tyranny of Mere Things," 「The Hibbert Journal」第13巻、1914年10月号/1914年7月号所収
- "A Theological Holiday — and After,"「The Hibbert Journal」第14巻、1915年10月号/1916年7月号所収
- "An Interim Religion,"「The Hibbert Journal」第14巻、1915年10月号/1916年7月号所収
- "The Insane Root,"「The Atlantic Monthly」第119巻（1917年）所収
- "Punishment and Reconstruction,"「The Hibbert Journal」第15巻、1916年10月号/1917年7月号所収
- "The Theory of Survival in the Light of its Context,"「The Hibbert Journal」第15巻、1916年10月号/1917年7月号所収
- "The War-Made Empires and the Martial Races of the Western World,"「The Hibbert Journal」第16巻、1917年/1918年所収
- "Loyalty Once More,"「The Atlantic Monthly」第121巻（1918年）所収
- "Arms and Men: A Study in Habit,"「The Hibbert Journal」第16巻、1918年10月号/1919年7月号所収
- "International Control of War Finance,"「The Hibbert Journal」第16巻、1918年10月号/1919年7月号所収
- "Why We Are Disappointed,"「The Hibbert Journal」第18巻、1919年10月号/1920年7月号所収
- "The International Mind,"「The Atlantic Monthly」第125巻（1920年）所収
- "A League of Nations as a League of Governments?"「The Atlantic Monthly」第131巻第2号（1923年2月）所収